# Pírgos (Creta)
Pirgos (em grego: Πύργος; também Mírtos-Pírgos, Μύρτος Πύργος) é um sítio arqueológico minoico próximo da vila de Mirtos no município de Ierápetra na unidade regional de Lasíti na costa sul de Creta. Está situado cerca de 1.7 km a oeste de Fournou Korifi em meio ao encontro das rotas das montanhas em direção ao interior (planalto de Lasíti) e a costa. O vale circundante foi muito utilizado para produção de cevada, ervilhaca e azeite.
Foi escavado por Gerald Cadogan entre 1970-1982 que o dividiu em quatro fases ocupacionais Pírgos I-IV. O sítio foi fundado no Minoano Antigo IIA (Pírgos I) e foi, como Fournou Korifi, destruído no  Minoano Antigo IIB. Segundo Cadogan o sítio foi repovoado no Minoano Médio IA (Pírgos II). As outras duas fases, Pírgos III e Pírgos IV são datadas respectivamente do MM IB-MM II e MTI. No interior do sítio foram encontrados diversos edifícios entre eles um túmulo de dois andares onde havia dois ossários contendo 65 mortos. Uma torre (possivelmente utilizada como túmulo devido a restos mortais humanos encontrados em seu interior e uma cisterna também são visíveis no sítio. Acredita-se que o mais importante edifício local tenha sido a chamada "Casa de campo" onde tabletes de Linear A, vedações de argila e artefatos típicos de santuário foram encontrados. Segundo Cadogan este edifício apresenta evidências administrativas, religiosas e econômicas, tendo ele possívelmente atuado como um santuário.

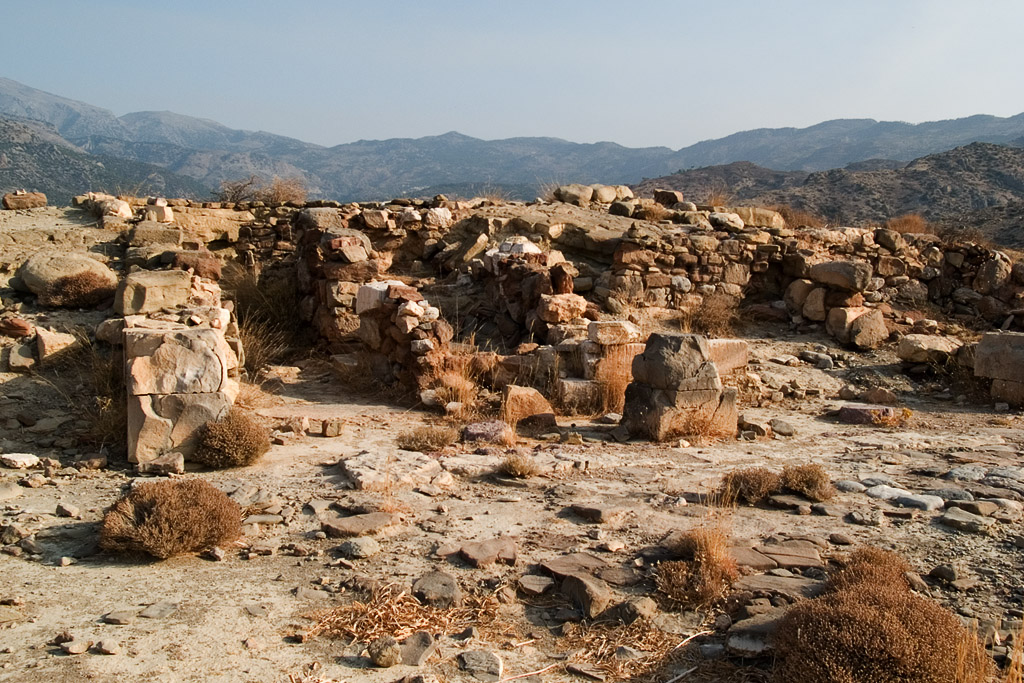
Ruínas de Pírgos.